# تاريخ البشرية
تاريخ البشرية يبحث في تتابع الحوادث التي أدت إلى نشوء وتطور الكائن البشري منذ بداية الخليقة إلى يومنا هذا. وهو يختلف عن تاريخ العالم الذي ينظر إلى التطورات الفيزيائية لكوكب الأرض وتطور الحياة عليه بما فيها الإنسان والحيوانات والنباتات. وتستند معظم قناعات البشر حول تاريخهم على فرضيات لا يمكن التحقق منها عن طريق الرؤية المباشرة وانما عن طريق الإستنتاجات العلمية بملاحظة ما خلفته الطبيعة من أثار أو متحجرات. إلا أنه، وبشكل عام، يمكن تقسيم أبحاث تاريخ البشر إلى مدرستين وتيارين فكريين يفسرون نشوء وتطور البشرية. فالمدرسة الأولى، وتسمى التصميم الذكي، تعتمد على مفاهيم تناقلتها البشرية بطريق التواتر عبر الأجيال ومنها تفاسير الديانات المختلفة والثقافات للنشوء والرقي. أما المدرسة الثانية، وتعرف بالمدرسة التطورية، فهي تعتمد على فكرة التطور التدريجي للعالم والبشر بناء على نظرية التطور عبر الانتخاب الطبيعي .
وهناك من يعتقد بكلا الفرضيتين وهو دمج بين المدرستين، حيث يعتبر أن النشوء والتطور الإنساني أتى عبر تطوير مقصود .
والجدير ذكره أن هناك الكثير من الجدل القائم حول كل هذه النظريات لعدم وجود إثباتات قطعية لأي منها ولاعتماد الاستنتاجات حولها على التقاليد المجتمعية منها وحتى العلمية الأكاديمية. ومعظم هذه النظريات ما زالت في طور التغيير بعد الاكتشافات الحديثة وخاصة في مجال العلوم الجينية التي تستنتج وتشرف على ماهية حياة وعلاقات إنسان ما قبل التاريخ بواسطة تحليل الحمض النووي لبقاياه المكتشفة في الحفريات الأثرية.

## النظريات

### التصميم الذكي
يعتبر معتنقوا التصميم الذكي أن البشرية هي نتيجة تكوين إرادي قام به كائن عاقل أو إله وأن الإنسان خلق بكماله وصورته الحالية منذ اللحظة الأولى. فمثلا، فكرة الخلق في الديانات الإبراهيمية كالديانة اليهودية، والمسيحية والإسلام، حيث تؤمن بأن الله خلق آدم من طين وزوجه من ضلعه الأيسر
أما في أساطير بلاد ما بين النهرين، فإن الإله مردوخ خلق الإنسان من دم عدوه كينغو لتقوم ذريته بخدمة الآلهة وأتباعه الذين تركهم على الأرض. أما في الأساطير الهندية، فإن الإنسان خلق من جسم الإنسان الأول بريما بعد التضحية به فداء لكبار الألهة.

### الإصطفاء الطبيعي
أما المدرسة الثانية، المدرسة التطورية، فهي تعتبر أن الإنسان هو تطور طبيعي لنواة الحياة التي نشأت نتيجةً لتفاعلات المادة عبر بلايين السنين على أثر الانفجار العظيم، وتحت ضغط الإصطفاء الطبيعي، حصلت العديد من التحويلات الجينية في صنف معين من الحيوانات الثديية التي أدت إلى تطور الإنسان الذكي الأول من بين كل بقية المخلوقات واصطفته بالحصول على ملكة الإدراك منذ 70 ألف سنة.
وبالنسبة لهذه المدرسة، حصلت تغييرات جذرية لجينات الإنسان الأول نتيجة ثلاثة ثورات طبيعية هي: (ثورة الإدراك) التي حدثت منذ 70 ألف سنة وأوجدت أول إنسان مفكر ومدرك، ثم (الثورة الزراعية) التي حدثت منذ 12 ألف سنة، والتي سمحت للإنسان المدرك أن يتحكم بالحيوانات الأخرى ويسخرها لخدمته، وأخيرا (الثورة العلمية) التي حدثت منذ 500 سنة والتي سمحت للإنسان بفهم القوانين التي تتحكم بالطبيعة. وكان لهذه الثورات الثلاثة تأثير على جينات المخلوقات المصطفاة مما جعلها تتطور إلى ما نعرفه الآن بالإنسان المعاصر.

### التلاعب الجيني
وهناك بعض التيارات الحديثة التي تعتبر أن الإنسان هو من صنع مخلوقات من كواكب أخرى أتت إلى الأرض وقامت بتغييرات جينية لصنف من الحيوانات المتطورة، مثل الشمبانزي، لتعطيه ملكة الإدراك.
 وأنطلقت هذه النظرية إثر كتابات إنريك فون داينيكن الذي أطلق نظريات الإله الأتية من الفضاء ثم تطورت لتتحدث عن تغييرات جينية قام بها هؤلاء المخلوقات لتحسين جينات فصيلة الحيوانات الرئيسية لتصبح أجداد الإنسان الحالي. لقيت هذه النظريات الرفض الشديد من رجال العلم. إلا أنه هناك العديد من التجمعات والأفراد الذين يؤمنون بها مثل الرائيليين وكان أنيس منصور من أشهرهم في العالم العربي.